# Bitva u Akroinu
V bitvě u Akroinu se v roce 740 srazilo byzantské vojsko vedené císařem Leonem III. s muslimskými Araby. Střetnutí se odehrálo u frýžského města Akroinon (dnešní Afyon) a skončilo přesvědčivým vítězstvím Byzantinců. V důsledku toho poklesla intenzita arabských nájezdů do Malé Asie.